# Queen + Adam Lambert
Queen + Adam Lambert – formacja powstała w wyniku połączenia sił brytyjskiego zespołu Queen (Brian May i Roger Taylor) oraz amerykańskiego wokalisty Adama Lamberta. Pomysł współpracy narodził się w 2009 roku, gdy May i Taylor gościli w programie American Idol, którego Lambert był uczestnikiem. Od 2011 roku formacja występowała okazjonalnie, jednak w 2014 roku ogłoszono trasę Queen + Adam Lambert Tour. Grupie towarzyszyli inni muzycy, tacy jak Spike Edney (keyboard, wokal wspierający), syn Rogera Taylora, Rufus Tiger Taylor (perkusja, wokal wspierający) oraz Neil Fairclough (gitara basowa, wokal wspierający).
Podobnie jak w przypadku wszystkich koncertów Queen od 1997 roku, oryginalny basista grupy John Deacon odmówił udziału w projekcie z powodu przejścia na emeryturę. Queen + Adam Lambert to pierwsza długoterminowa współpraca zespołu od czasu rozwiązania w 2009 roku formacji Queen + Paul Rodgers.
W 2015 roku zespół zawitał w krakowskiej Tauron Arena Kraków.

## Początki
Projekt Queen + Adam Lambert ma swoje początki w 2009 roku, gdy członkowie Queen, Brian May i Roger Taylor, gościnie wystąpili podczas jednego z odcinków ósmego sezonu talent-show American Idol, którego uczestnikiem był Adam Lambert. W programie Lambert wraz z członkami zespołu i zwycięzcą show, Krisem Allenem, wykonał utwór "We Are the Champions".

## Queen + Adam Lambert Tour
Od początku 2011 roku grupa Queen + Adam Lambert występowała tylko okazjonalnie, czego uwieńczeniem był koncert podczas iHeartRadio Music Festival pod koniec 2013 roku. Niedługo potem oficjalnie ogłoszono, że latem 2014 roku odbędzie się Queen + Adam Lambert North American tour. Z czasem ogłoszono kolejne daty koncertów w Europie, Australii i Nowej Zelandii, zaś trasa przedłużyła się do 2015 roku. W maju 2014 roku do formacji dołączyli długoletni klawiszowiec Queen Spike Edney, basista Neil Fairclough oraz perkusista Rufus Tiger Taylor (syn Rogera Taylora). W późniejszych wywiadach May i Taylor nie wykluczyli, że w przyszłości obecny skład nagra nowy materiał. Ostatecznie, pod koniec 2014 roku swoją premierę miał nowy album zatytułowany Queen Forever, jednak składały się na niego wyłącznie wcześniej nagrane utwory, jeszcze z udziałem Freddiego Mercury'ego i Johna Deacona.
2 października 2020 roku zespół wydał album kompilacyjny z koncertów pt. Queen + Adam Lambert Live Around The World.

## Trasy koncertowe
- Queen + Adam Lambert Tour
- Queen + Adam Lambert 2014 North American Tour
- Queen + Adam Lambert 2015 South American Tour
- Queen + Adam Lambert 2015 European Tour
- Queen + Adam Lambert 2016 European Tour
- Queen + Adam Lambert 2016 Asian Tour
- Queen + Adam Lambert 2017 European Tour
- Queen + Adam Lambert 2017 North American Tour
- Queen + Adam Lambert 2018 European Tour
- Queen + Adam Lambert 2018 Oceanian Tour
- Queen + Adam Lambert 2018 European Tour
- Queen + Adam Lambert 2019 North American Tour

## Członkowie zespołu
- Brian May – gitara, śpiew (od 2011)
- Roger Taylor – perkusja, śpiew (od 2011)
- Adam Lambert – śpiew (od 2011)

### Muzycy koncertowi
- Spike Edney – keyboard, śpiew (od 2011)
- Neil Fairclough – gitara basowa, śpiew (od 2011)
- Rufus Tiger Taylor – perkusja, śpiew (2011–2017)
- Tyler Warren - perkusja, śpiew (od 2017)